# 市道129號
市道129號（土牛－霧峰），北起臺中市石岡區土牛，南至臺中市大里區頂崙，全長共計34.556公里。

## 行經行政區域
全線均位於臺中市境內。
| 石岡區              | 石岡交流道 | －     | 東勢豐原生活圈快速道路 |                            |
| 石岡區              | 土牛       | 0.000  | 台3線                  | 公路起點                   |
| 石岡區              | 土牛       | －     |                        |                            |
| 石岡區              | 土牛       | －     | （地區道路）           |                            |
| 石岡區              | 土牛       | －     |                        |                            |
| 石岡區              | 土牛       | －     | （地區道路）           |                            |
| 新社區              | 新社市區   | －     | 中92線                 | 中92線終點                 |
| 新社區              | 新社市區   | 3.500  | 中94線 · 中95線        | 中94線終點 中95線起點      |
| 新社區              | 新社市區   | －     |                        |                            |
| 新社區              | 新社市區   | －     | （地區道路）           |                            |
| 新社區              | －         |        |                        |                            |
| 新社區              | 大南       | －     | 中97線                 | 中97線起點                 |
| 新社區              | 大南       | －     | 中96線                 | 中96線起點                 |
| 新社區              | 馬力埔     | －     | 中98線                 | 與中98線共線起點           |
| 新社區              | 馬力埔     | －     | 中98線                 | 與中98線共線終點           |
| 新社區              | 中興嶺     | 9.200  | 中93線                 | 與中93線共線起點（僅南下） |
| 新社區              | 中興嶺     | －     | 中93線                 | 與中93線共線終點（僅南下） |
| － 僅南下路段       |            |        |                        |                            |
| 北屯區              | 大坑       | －     | （地區道路）           |                            |
| 北屯區              | 大坑       | －     |                        |                            |
| 北屯區              | 大坑       | －     |                        |                            |
| 北屯區              | 大坑       | －     |                        |                            |
| 北屯區              | 大坑       | －     |                        |                            |
| 北屯區              | 大坑       | －     |                        |                            |
| 北屯區              | 大坑       | －     |                        |                            |
| 北屯區              | 大坑       | －     |                        |                            |
| 北屯區              | 大坑       | －     | （地區道路）           |                            |
| 北屯區              | 大坑       | －     |                        |                            |
| 北屯區              | 大坑       | －     |                        |                            |
| 北屯區              | 大坑       | －     | （地區道路）           |                            |
| 北屯區              | 大坑       | －     |                        |                            |
| 北屯區              | 大坑       | －     | （地區道路）           |                            |
| 北屯區              | 大坑       | －     |                        |                            |
| 北屯區              | 大坑       | 17.300 | 東山路一段             |                            |
| 北屯區              | －         |        |                        |                            |
| 北屯區              | 廍子       | －     | 太原路三段             |                            |
| 20.9                |            |        |                        |                            |
| 太平區              | 勤益科大   | 22.713 | 中89-3線               | 中89-3線終點               |
| 太平區              | －         |        |                        |                            |
| 太平區              | 太平市區   | 24.700 | 市道136號              | 與市道136號線起點          |
| 太平區              | －         |        |                        |                            |
| 太平區              | 坑口       | 25.300 | 市道136號              | 與市道136號線終點          |
| 太平區              | －         |        |                        |                            |
| 太平區              | 車籠埔     | －     | 中102-1線              | 中102-1線終點              |
| 太平區              | －         |        |                        |                            |
| 太平區              | 七星仔     | －     | （地區道路）           |                            |
| －                  |            |        |                        |                            |
| 大里區              | 竹仔坑     | －     | 中104-1線              | 中104-1線起點              |
| 大里區              | 塗城       | －     | （地區道路）           |                            |
| 大里區              | 仁化       | －     | 中103線                |                            |
| 大里區              | 頂崙       | 34.556 | 台3線                  | [ 1 ] [ 3 ]                |
| 共線 未通車或興建中 |            |        |                        |                            |

## 沿線路名
- 和盛街
- 中和街五段
- 東安路三段
- 中和街三段－一段
- 興安路
- 東山街
- 中興嶺路一段
- 東山路二段
- 廍子路
- 太原路三段
- 大興路
- 中山路二段－一段
- 東平路
- 光興路
- 健民路
- 仁化路

## 沿線設施與景點
- 臺中市立新社高級中學
- 臺中市北屯區大坑國民小學
- 大坑風景區
- 中臺科技大學
- 廍子公園
- 臺中市立屯區藝文中心[3][4]
- 國軍臺中總醫院
- 坪林森林公園
- 國立勤益科技大學
- 吳鸞旂墓園
- 車籠埔斷層露頭處：該斷層之名由此而來。[3][5]
- 仁化工業區
- 修平科技大學

## 拓寬工程
- 由於市道129號是北屯區往新社區的必經之路，每年年底舉辦的新社花海又吸引大量車潮上山賞花，造成隸屬市道129號，且路幅僅8～15公尺、雙向二車道的東山路番仔城段至中興嶺段於花海期間皆會塞車。因此2013年由中央負擔10億、地方負擔3.8億經費將該路段拓寬至20公尺、雙向2+1車道（新社往大坑方向為1主線道+1機車道）[6]。總工程於2017年完工通車[7]。

## 圖集
- 市道129號起點牌，攝於2009年，但現在該終點牌已遭到撤除
- 市道129號終點牌，攝於2009年，但現在該終點牌已遭到撤除
- 拓寬前的東山路（大坑新社段）
- 拓寬後的東山路（大坑新社段）